# Jan Łaski (1456–1531)

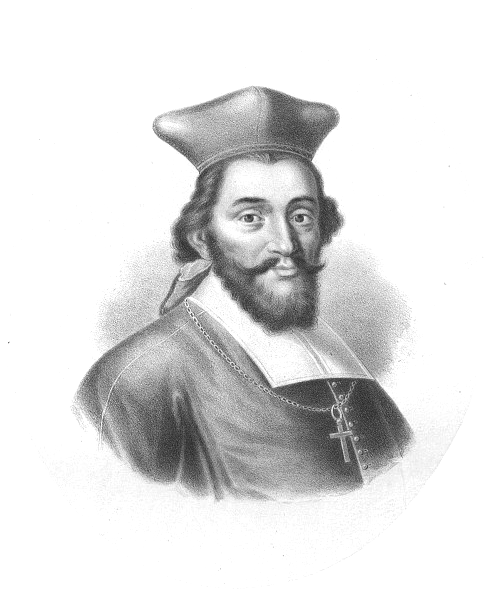
Jan Łaski

Jan Łaski (născut în Łask, în martie 1456 – decedat la Kalisz, Polonia, la 19 mai 1531) a fost un nobil polonez, mare cancelar al Coroanei (1503-10), diplomat, din 1490 secretar al regelui Cazimir al IV-lea, iar din 1508 ajutor al episcopului de Liov.

## Biografie
Din 1510 Jan Łaski a devenit arhiepiscop de Gniezno, deținând astfel funcția de primat al Poloniei. A fost unchiul unui alt Jan Łaski, cunoscut promotor al Reformei religioase. 
Se pare că Jan Łaski a fost autodidact și că ascensiunea carierei sale se datorează în primul rând inteligenței native, care era o calitate ereditară în familia Łaski.

### În slujba cancelarului
În 1495 a devenit secretarul cancelarului Zawisza Kurozwecki, poziție din care a acumulat o mare influență și experiență politică. Bătrânul cancelar i-a încredințat tânărului și inteligentului cleric câteva misiuni importante. În 1495 și 1500 a fost trimis la Roma, iar altădată a fost în Flandra, misiune despre care a lăsat relatare detaliată. De fiecare dată a dat dovadă de înalte abilități diplomatice.

### În slujba regelui
Odată cu ascensiunea la tron a regelui Alexandru I Jagiello, care cunoștea prea puțin despre problemele Poloniei și a ales să stea mai mult în Lituania, Jan Łaski a fost numit de Senat secretar al regelui, poziție din care s-a opus tendințelor secesioniste ale Marelui Ducat și a căutat să mențină acolo influența catolicismului, ale cărui poziții erau tot mai mult amenințate de propaganda ortodoxă susținută de Moscova.

### Cancelar al Poloniei
Atât de impresionat a fost regele de abilitățile secretarului său, încât la moartea  cancelarului Poloniei, a trecut peste drepturile vice-cancelarului Macics Dzewicki și a i-a încredințat lui Jan Łaski marele sigiliu și cea mai înaltă funcție în stat. Cancelarul Jan Łaski a sprijinit pozițiile nobilimii împotriva claselor inferioare, până într-atât încât a impus aprobarea unui edict care bloca accesul oamenilor simpli la înaltele funcții ecleziastice. Noul rege Sigismund I Augustus l-a apreciat la fel de mult și l-a numit consilier.

### Arhiepiscop primat al Poloniei
În 1511 cancelarul, care ocupa încă doar o funcție ecleziastică minoră (canonic de Cracovia) a obținut demnitatea de arhiepiscop de Gniezno, de care era legată și funcția de primat al Bisericii din Polonia. În timpul negocierilor cu Ordinul Teutonic a fost dispus să renunțe la această funcție în favoarea lui Albert Frederic de Brandenburg, dacă acesta ar fi acceptat și el să renunțe la ambiția de a deveni Mare Maestru al Ordinului în favoarea regelui Sigismund I Augustus, o soluție care ar fi fost mult mai profitabilă Poloniei decât soluția la care s-a ajuns în 1525, când Ordinul a fost secularizat iar Albert a de Brandenburg a devenit primul conducător de confesiune luterană al unui nou stat (Ducatul Prusiei).
În 1513 Jan Łaski a fost trimis la Conciliul de la Lateran, convocat de către papa Iulius al II-lea, pentru a pleda cauza Poloniei împotriva cavalerilor teutoni, context în care s-a remarcat din nou atât ca orator cât și ca diplomat. Misiunea a fost profitabilă prin avantajele pe care le-a obținut, atât pentru Polonia cât și pentru el, obținând din partea papalității recunoașterea titlului de „legati nati” pentru arhiepiscopul de Gniezno.
În ultimii ani, sprijinul pe care l-a acordat nepotului său, Hieronymus Laski, care favoriza candidatura lui Ioan Zapolya (voievodul Transilvaniei și aliatul turcilor) împotriva Habsburgilor la conducerea Ungariei, l-a determinat pe papa Clement VII să anunțe excomunicarea sa. Dizgrația acestei excomunicări a fost și cauza șocului care i-a provocat moartea subită, în 1531.

## Lucrări
- Commune incliti Poloniae regni privilegium (Statutul lui Łaski - 1506; pol. Statut Łaskiego)
- Statuta provincialia (1512)
- Sanctiones ecclesiasticae tam expontificum decretis quam ex constitutionibus synodorum provinciae excerptae, in primis autem statuta in diversis provincialibus synodis a se sancita (1525)
- Statuta provinciae Gnesnensis (Cracovia, 1527)
- De Ruthenorum nationibus eorumque erroribus (Nürnberg)